# Steve Maclin
Stephen Kupryk (Rutherford, 26 maggio 1987) è un wrestler statunitense sotto contratto con la Total Nonstop Action Wrestling, dove lotta con il ring name Steve Maclin.
È stato sotto contratto con la WWE dal 2014 al 2021, dove ha lottato come Steve Cutler dapprima nel roster di NXT e poi a SmackDown.

## Carriera nel wrestling

### WWE (2014–2021)

#### NXT(2014–2020)
Il 1º febbraio 2018, Cutler e Wesley Blake hanno formato un tag team noto come The Forgotten Sons. Nella puntata di NXT del 17 febbraio i Forgotten Sons insieme a Jaxson Ryker e Lacey Evans hanno attaccato i SAnitY (Alexander Wolfe, Eric Young e Killian Dain).

#### SmackDown(2020–2021)
Nella puntata di SmackDown del 10 aprile 2020 Cutler, assieme ai Forgotten Sons, ha debuttato nello show, e facendo coppia con Wesley Blake ha sconfitto i Lucha House Party (Gran Metalik e Lince Dorado). Nella puntata di SmackDown del 24 aprile i Forgotten Sons hanno attaccato gli SmackDown Tag Team Champions Big E e Kofi Kingston del New Day durante un segmento sul ring assieme a Gran Metalik e Lince Dorado dei Lucha House Party e John Morrison e The Miz. Nella puntata di SmackDown del 1º maggio Blake e Cutler hanno sconfitto gli SmackDown Tag Team Champions Big E e Kofi Kingston del New Day in un match non titolato. Nella puntata di SmackDown dell'8 maggio Blake, Cutler, John Morrison e The Miz hanno sconfitto i Lucha House Party e il New Day. Il 10 maggio, a Money in the Bank, Blake e Cutler hanno partecipato ad un Fatal 4-Way Tag Team match per lo SmackDown Tag Team Championship che comprendeva anche i campioni Big E e Kofi Kingston del New Day, John Morrison e The Miz e i Lucha House Party ma il match è stato vinto da Big E e Kingston. Nella puntata di SmackDown del 4 dicembre Cutler è tornato dopo una lunghissima assenza assieme a Wesley Blake, e i due hanno aiutato King Corbin a sconfiggere Murphy. Nella puntata di SmackDown dell'11 dicembre Blake e Cutler hanno assunto il nome di The Knights of the Lone Wolf come sottoposti di King Corbin.
Il 5 febbraio 2021 Cutler è stato licenziato dalla WWE.

## Nel wrestling

### Mosse finali
- The Trademark Plex (Fisherman buster)

### Soprannomi
- "The Trademark"

## Titoli e riconoscimenti
- Monster Factory Pro Wrestling
  - MFPW Heavyweight Championship (1)
  - MFPW Tag Team Championship (1) – con Mike Spanos
- Impact Wrestling/Total Nonstop Action Wrestling
  - Impact World Championship (1)